# チェイス・バーンズ
チェイス・デビッド・バーンズ（Chase David Burns, 2003年1月16日 - ）は、アメリカ合衆国の野球選手。イタリアのカンパニア州ナポリ出身、テネシー州ギャラティン育ち（投手）。右投右打。MLBのシンシナティ・レッズ所属。

## 経歴
2021年7月のMLBドラフト20巡目（全体610位）でサンディエゴ・パドレスから指名されたが、契約せずにテネシー大学へ進学した。

### レッズ時代
2024年7月のMLBドラフト1巡目（全体2位）でシンシナティ・レッズから指名され契約した。
2025年6月24日にメジャー契約を結びアクティブ・ロースター入りし、同日のニューヨーク・ヤンキース戦に先発し5回を投げ3失点だった。

## 投球スタイル
速球は90mph台中盤を計測し、将来的には100mph（約160.9km/h）を投げられる資質を持つ。変化球では80mph台のスライダーと70mph台後半のカーブを投げる。

## 人物
- バーンズは両親がアメリカ軍に従軍していた関係で、駐留先のイタリア・ナポリで生まれ、後に帰国しテネシー州ギャラティンで育つ[7]。

## 詳細情報

### 背番号
- 26（2025年6月24日 - ）